# 拉罗科
拉罗科，是西班牙加利西亚自治区奥伦塞省的一个市镇。总面积24平方公里，总人口588人（2001年），人口密度25人/平方公里。